# L'imperatore-dio di Dune
L'imperatore-dio di Dune (God Emperor of Dune) è un romanzo di fantascienza scritto da Frank Herbert e pubblicato nel 1981; è il seguito de I figli di Dune e il quarto capitolo del ciclo di Dune.

## Trama
L'imperatore Leto II Atreides, figlio di Paul Muad'Dib e nipote del duca Leto Atreides, regna da oltre tremila anni sul pianeta Rakis, ormai verdeggiante, mentre il deserto (Sareer) e i Verme delle sabbie sono quasi estinti. Pur avendo realizzato il sogno di Liet-Kynes, Leto pianifica di riconvertire il pianeta al suo stato originario per guidare l'umanità verso il Sentiero Dorato.
La fusione del suo corpo con trote delle sabbie ha trasformato Leto in un essere ibrido: conserva solo volto e mani umane e si muove su un enorme veicolo. Privo di emozioni, il Dio-Verme utilizza la sua prescienza per governare come despota assoluto, vedendo ogni imprevisto come un diversivo.
All'inizio, un gruppo di ribelli ruba i diari e una mappa della cittadella imperiale. Inseguiti dai lupi-D, solo Siona, della Casa Atreides, attraversa un fiume e maledice pubblicamente l'imperatore-dio.
Per combattere la solitudine, Leto ha fatto produrre dai Tleilaxu molti ghola di Duncan Idaho, ognuno comandante delle Ittiointerpreti, le sue guardie femminili. L'ultimo ghola, sconvolto dai documenti sottratti, accusa Leto di oppressione e tenta di ucciderlo, ma è schiacciato dal Dio-Verme, che perde in cambio una pinna.
Moneo, maggiordomo imperiale e padre di Siona, scopre che la ribellione della figlia è centrale nei piani di Leto: Siona sfugge alla sua prescienza e fa parte di un programma genetico che prevede il suo accoppiamento con Duncan. Il nuovo ghola giura fedeltà, pur nutrendo dubbi sull'etica del dominio di Leto.
Durante un incontro segreto Moneo e Duncan discutono dell'esercito esclusivamente femminile e del culto di Leto: un esercito maschile sarebbe troppo violento, mentre la religione imperiale è vista come «sacra osc...», espressione con cui Leto descrive il proprio culto.
Le Bene Gesserit inviano le Reverende Madri Anteac e Luyseyal con una scorta di essenza di spezie, sperando di uccidere Leto. Contemporaneamente, Hwi Noree, ambasciatrice di Ix, elude la sua visione e conquista la sua attenzione. Un attacco dei Volti Danzanti al convoglio imperiale fallisce grazie a Duncan.
Siona supera una prova nel deserto priva di viveri, indossando una tuta distillante come i Fremen antichi. Solo bevendo l'essenza di spezie prodotta dal corpo di Leto riesce a sopravvivere, acquisendo una consapevolezza superiore ma confermando il suo rifiuto di piegarsi al Dio-Verme.
Mentre si preparano le nozze con Hwi in un'oasi chiamata Tuono, Siona, Duncan e Nayla complottano per uccidere Leto. Nayla, divisa tra l'ordine di obbedienza e la fedeltà a Siona, distrugge il ponte su cui passa il veicolo imperiale, facendo precipitare il Carro Reale e causando la morte di Moneo, Hwi e cortigiani. L'esposizione all'acqua è fatale per il Dio-Verme.
Negli ultimi istanti, Leto affida a Duncan e Siona il segreto di un vasto deposito di melange, eredità destinata ai loro discendenti per tracciare il Sentiero Dorato. Con la sua caduta, Siona e Duncan si allontanano mano nella mano, presagio del futuro dell'umanità.

## Personaggi

### Seguaci dell'imperatore
- Leto II: Imperatore-Dio mutante figlio di Paul Atreides
- i Duncan: ghola frutto delle clonazioni di Duncan Idaho, comandanti delle Ittiointerpreti
- Moneo Atreides: discendente di Ghanima e Maestro di palazzo di Leto II
- Nayla: fanatica esecutrici degli ordini di Leto, che la usa per i compiti più delicati

### Ribelli
- Siona Ibn Fuad Al Seyefa Atreides: figlia di Moneo e comandante dei ribelli
- Topri: assistente di Siona

### Bene Gesserit
- Syaksa: Suprema Reverenda Madre
- Reverenda Madre Tertius Eilean Anteac
- Reverenda Madre Marcus Claire Luyseyal: veridica

### Tleilaxu
- Duro Nunepi: ambasciatore
- Othwi Yake: assistente dell'ambasciatore

### Ixiani
- Iyo Kobat: ambasciatore su Arrakis (destituito)
- Hwi Noree: nuova ambasciatrice su Arrakis
- Malky: zio di Hwi Noree

## Edizioni
- Frank Herbert, God emperor of Dune, 1981.
- Frank Herbert, L'imperatore-dio di Dune, traduzione di Roberta Rambelli, collana Cosmo Oro n° 53, Editrice Nord, 1982,  p. 400, ISBN 88-429-0350-7.
- Frank Herbert, L'imperatore-dio di Dune, traduzione di Viviana Viviani, collana Sperling Serial n° 4, Sperling & Kupfer, 2000,  p. 336, ISBN 88-86845-68-5.
- Frank Herbert, L'Imperatore-Dio di Dune, traduzione di Giampaolo Cossato e Sandro Sandrelli, Tif Extra, Fanucci Editore, 2012,  p. 479, ISBN 978-88-347-1848-3.